# Stjärnlav
Stjärnlav (Physcia stellaris) är en lavart som först beskrevs av Carl von Linné och fick sitt nu gällande namn av William Nylander. 
Stjärnlav ingår i släktet Physcia och familjen Physciaceae.  Arten är reproducerande i Sverige. Inga underarter finns listade i Catalogue of Life.

## Källor

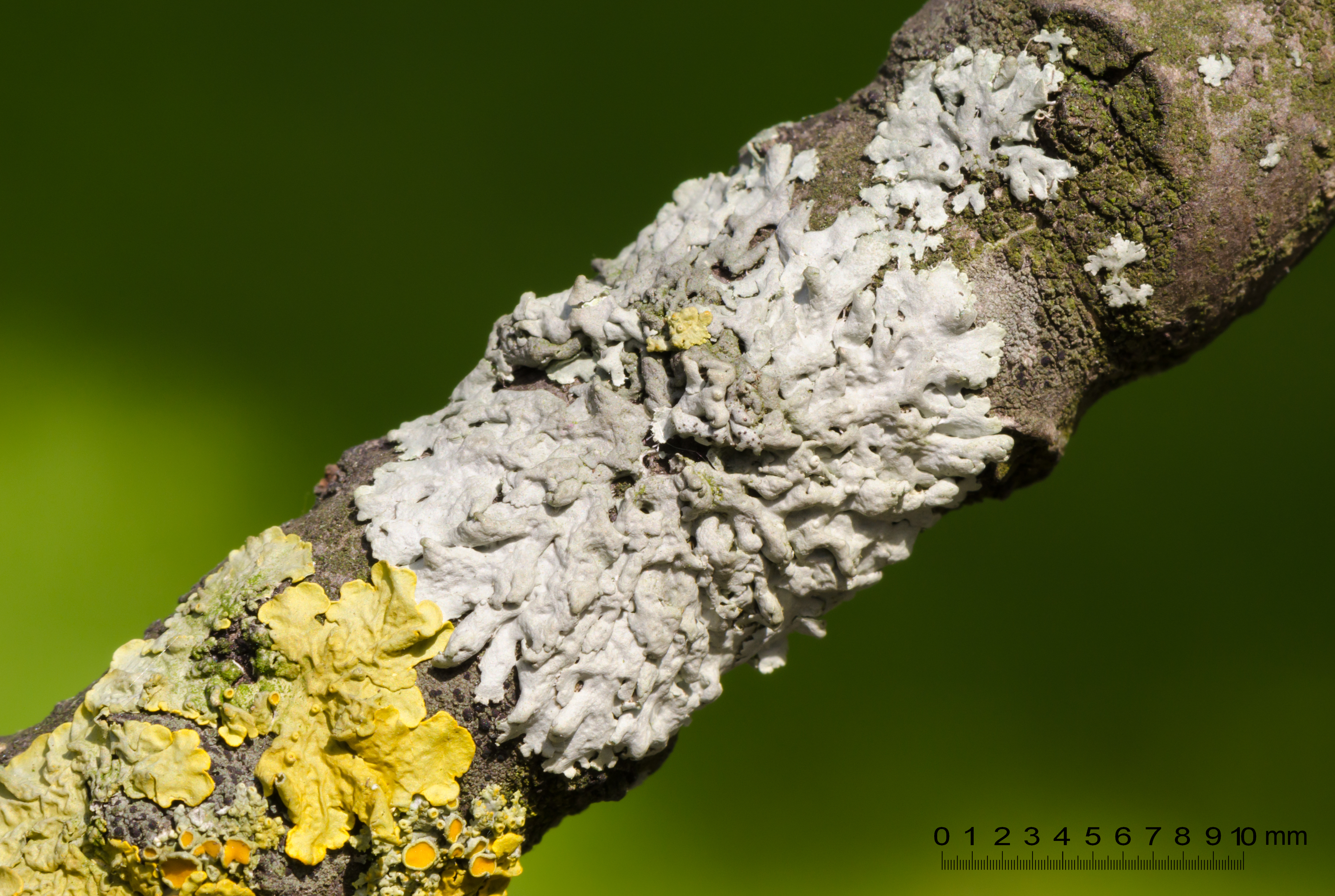
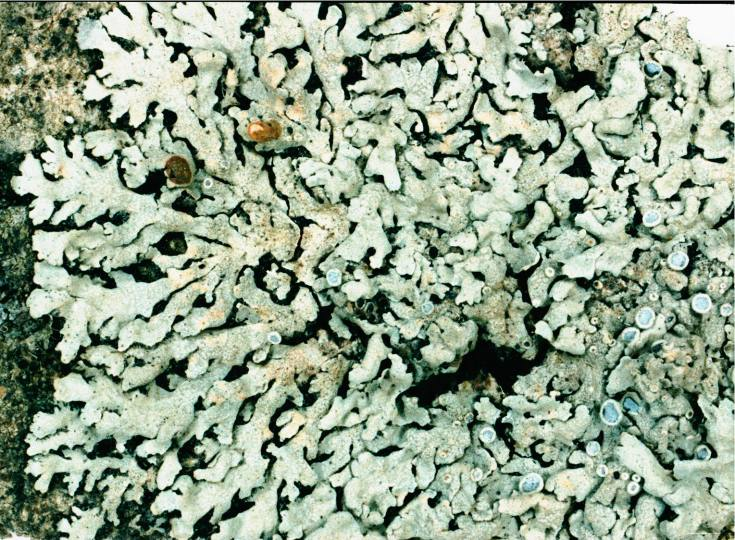
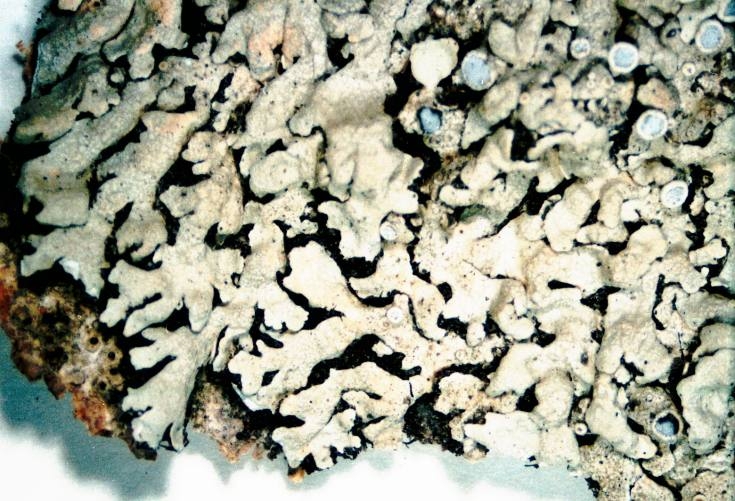
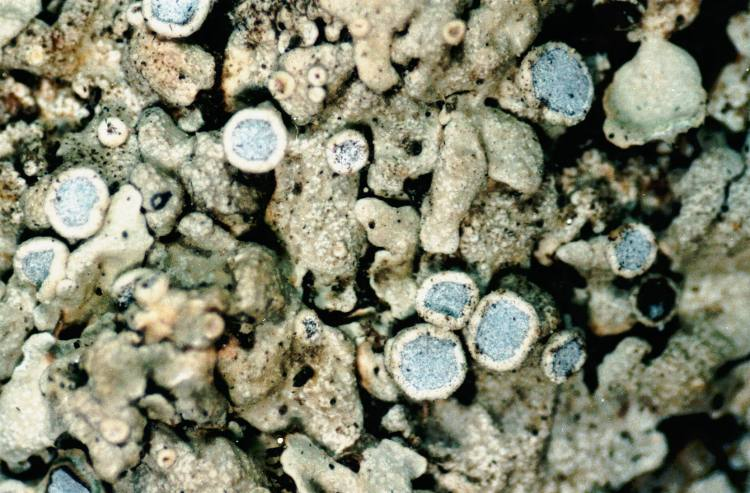
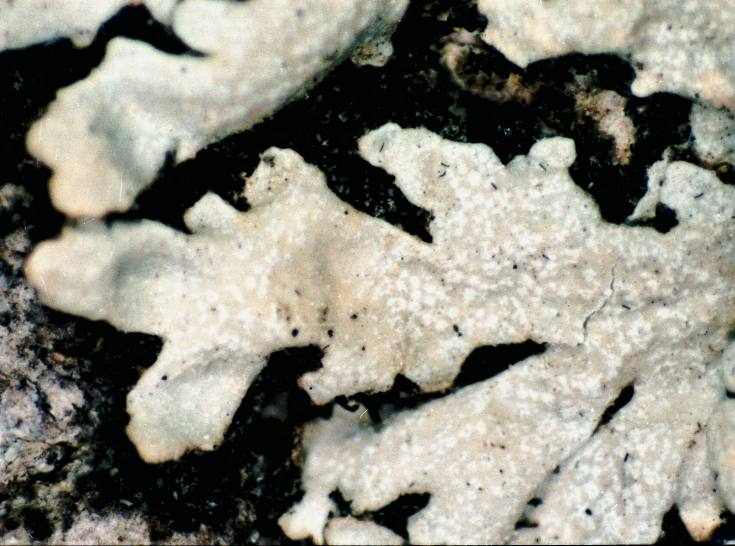
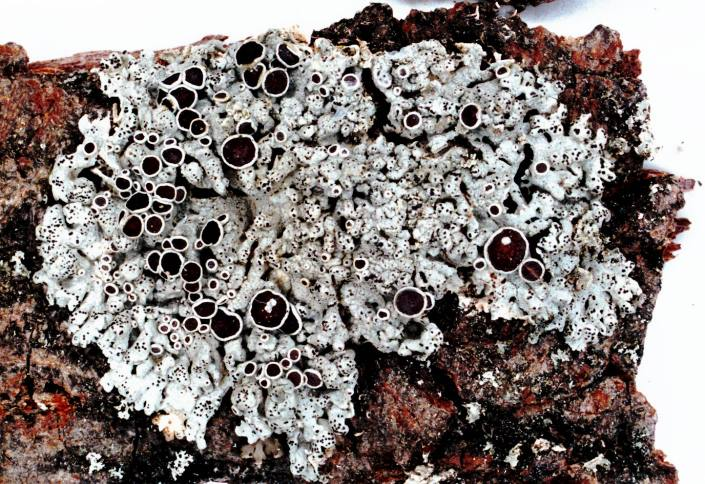
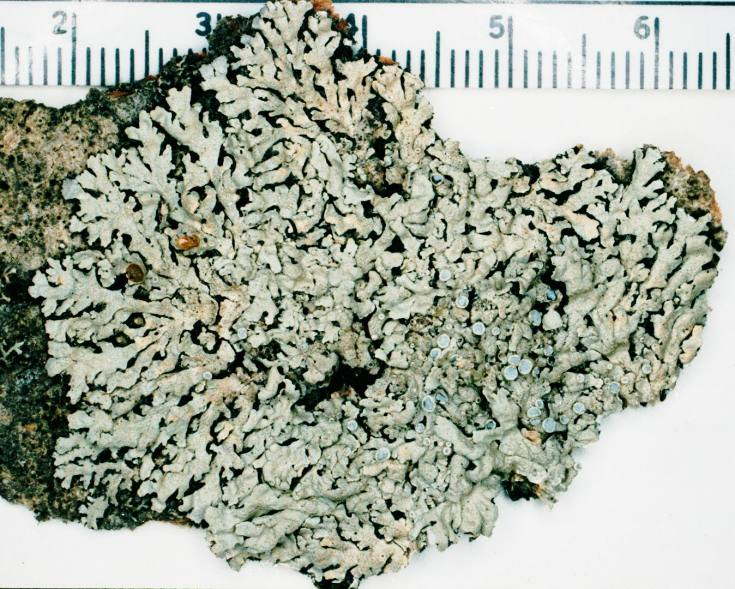
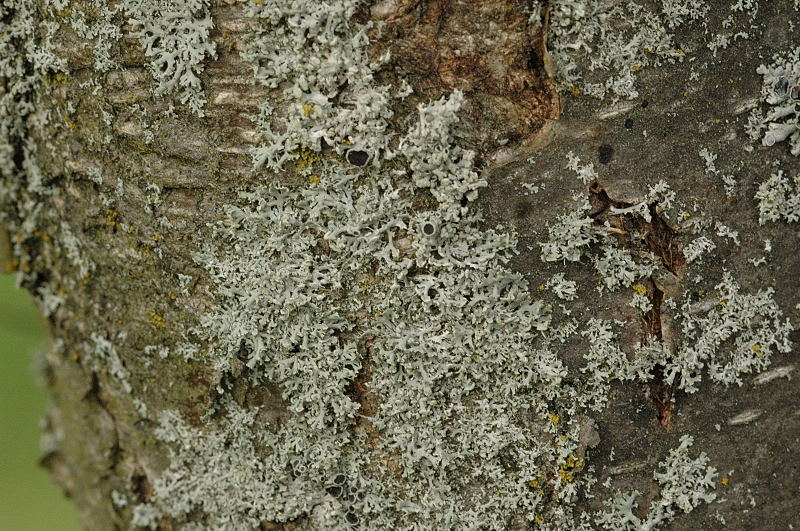